# 布拉萨科尔塔
布拉萨科尔塔，是西班牙卡斯蒂利亚-莱昂布尔戈斯省的一个市镇。总面积21平方公里，总人口85人（2001年），人口密度4人/平方公里。